# Naihekukui
Naihekukui (? – 1825.), znan i kao kapetan/pilot Jack, bio je havajski admiral te otac kraljice Kalame.
Njegova je supruga bila Iahuula, a roditelji su mu bili Hanakahi i Piipii.
Pratio je kralja Kamehamehu II. u London 1823. Umro je 1825. u Valparaísu, u Čileu.